# Maserati Biturbo
Maserati Biturbo – samochód sportowy klasy średniej produkowany przez włoską markę Maserati w latach 1981–1994.

## Historia i opis modelu

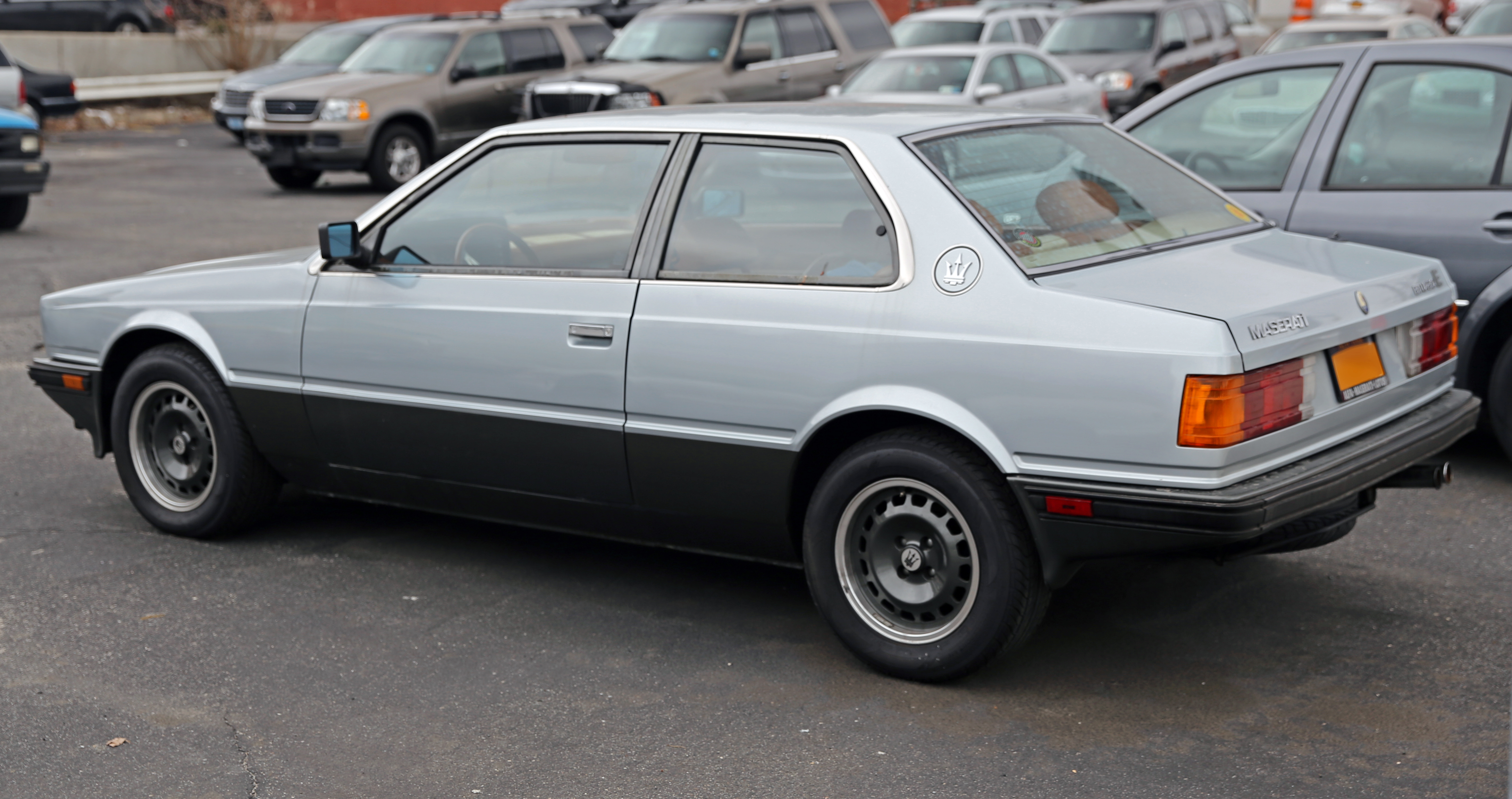
Maserati Biturbo – tył

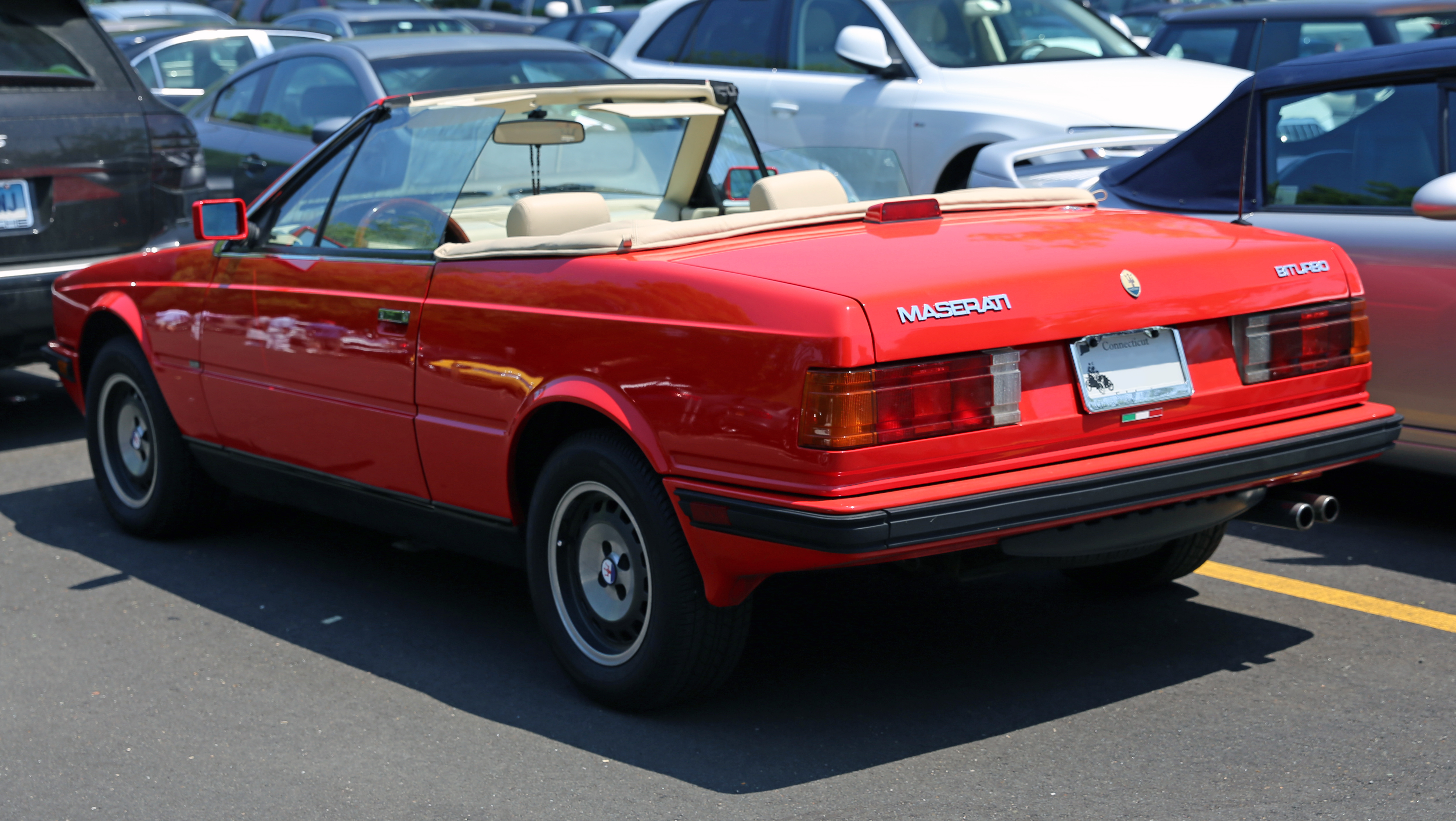
Maserati Biturbo Spyder

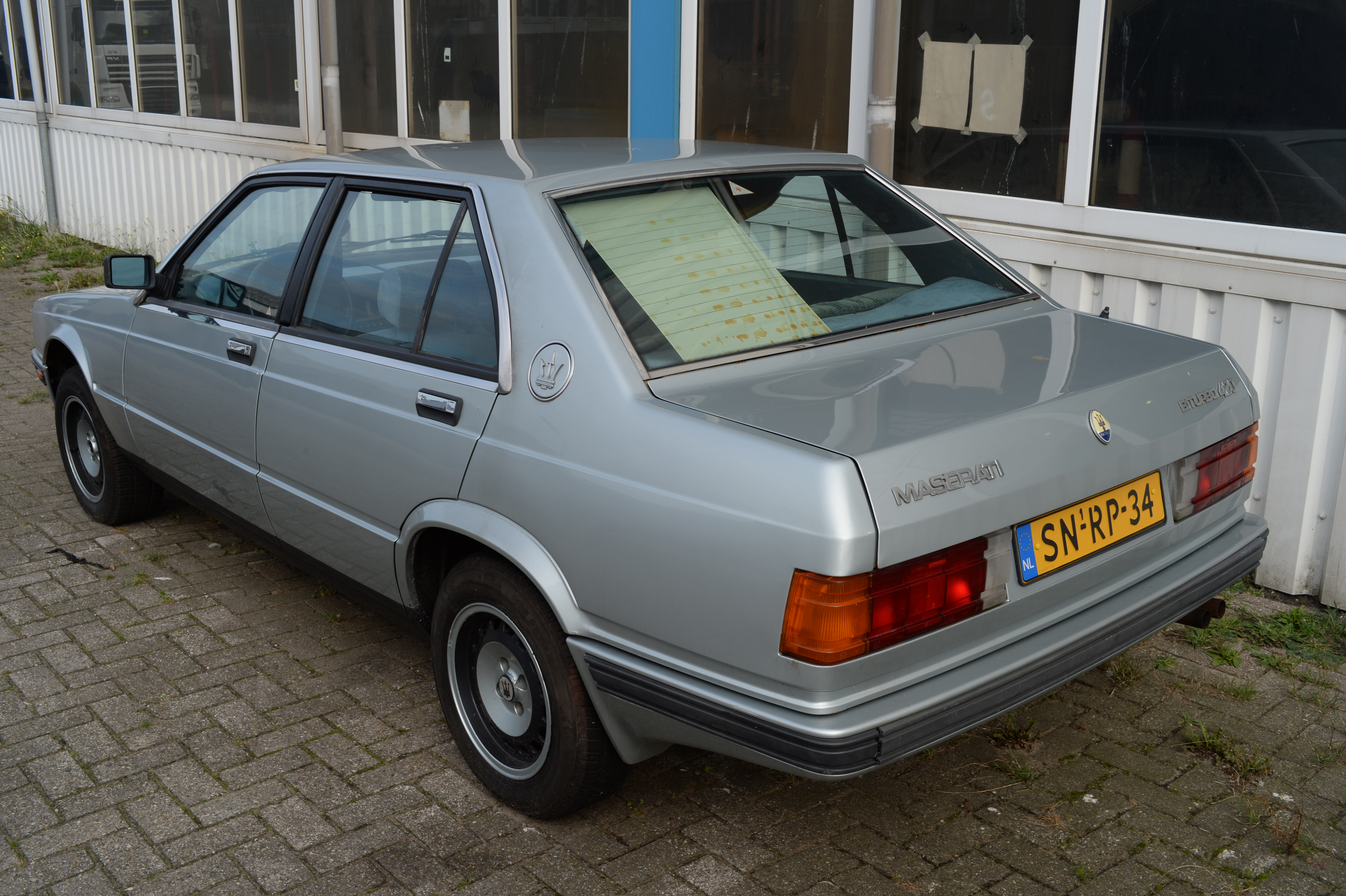
Maserati Biturbo Sedan

Samochód został zaprojektowany przez Pierangelo Andreaniego. Wyposażony był w 2-litrowy silnik V6 z dwiema turbosprężarkami. Wersja eksportowa (1983) otrzymała silnik 2,5 l V6, a od roku 1989 2,8 l. Niezależnie od silnika wnętrze było luksusowo wykończone skórą i drewnem.
Gdy w 1975 roku De Tomaso kupił od Citroëna markę Maserati, chciał stworzyć prestiżowy sportowy samochód dostępny dla szerokiej rzeszy klientów. Początkowo plan się powiódł i sprzedaż szła świetnie. Jednak kiepska jakość wykonania (usterki instalacji elektrycznej, układu zasilania, wycieki) zniechęciła nabywców.
Silnik był rozwinięciem jednostki montowanej w modelu Merak. Jednostkę wyposażono w 3 zawory przy każdym cylindrze, jeden z zaworów dolotowych był większy od drugiego, co korzystnie wpłynęło na osiągi. Wersja 2,0 l rozwijała moc 180 KM, a 2,5 l 190 KM. Prędkość maksymalna wynosiła 215 km/h, a przyspieszenie 0–100 km/h ok. 6,5 s. Poza silnikiem wersja eksportowa była identyczna z wersją na rynek włoski (jedynie w USA montowano większe zderzaki). Masa pojazdu wynosiła 1112 kg.
W 1983 roku na rynek weszła wersja czterodrzwiowa, oparta na wydłużonej o 8,6 cm płycie podłogowej. W 1984 roku zadebiutował kabriolet nazwany Spyder. Projektem i wytwarzaniem nadwozi zajęła się firma Zagato. W porównaniu z wersją coupé zmniejszono rozstaw osi, z 251 do 240 cm. Z powodu wzmocnienia płyty podłogowej masa wzrosła do 1251 kg. Dostępna była również wersja wyposażona w hardtop, nazwana Karif. Wyprodukowano 3076 egzemplarzy kabrioletu.
W 1985 roku zadebiutowała druga generacja modelu Biturbo. Nadwozie zmieniło się nieznacznie. Więcej zmian wprowadzono w silniku poprawiając odporność termiczną, zmniejszając hałas oraz zużycie oleju. Kolejne modernizacje przeprowadzane były w 1988 i 1991 roku.
W 1986 roku zmodyfikowano układ zasilania, zastępując gaźnik Weber układem wtrysku paliwa. Zmiany objęły również instalację elektryczną.
W 1998 dokonano restylizacji nadwozia, której autorem był Marcelo Gandini. Wprowadzono nowe oznaczenia: wersja dwudrzwiowa została nazwana 222, a czterodrzwiową określono jako serię 4. Pięcioosobowe coupé oznaczono symbolem 228. Jednocześnie wprowadzono silnik V6 o pojemności 2790 cm³.